# Envar El Kadri
Envar «Cacho» El Kadri (Río Cuarto, Córdoba, 1 de mayo de 1941 - Tilcara, Jujuy, 19 de julio de 1998) fue un abogado y guerrillero argentino, uno de los fundadores de las Fuerzas Armadas Peronistas. 

## Actividad política
Sus padres fueron Ester Amelia Manna y el inmigrante libanés musulmán Khaled El Kadri. Cursó estudios en el Liceo Militar General San Martín y desde su adolescencia militó en el peronismo llegando a ser uno de los referentes más importantes del sector de izquierda del mismo.
En 1960, cuando tenía 18 años, fue encarcelado por tenencia de explosivos. Recobró la libertad con la amnistía de 1963 decretada por el presidente Arturo Illía.
Fue uno de los fundadores en 1968 de la agrupación guerrillera Fuerzas Armadas Peronistas. Ese año dirigió el campamento de Taco Ralo (provincia de Tucumán) que carecía de redes logísticas y de consolidación de la estructura urbana. Enmarcada en una tendencia foquista, confiaba en la organización espontánea del pueblo para este tipo de lucha y fracasó, siendo encarcelado. 
A fines de 1968 viajaron a Córdoba Alicia Eguren, Raimundo Villaflor y Bruno Cambareri para llevar la adhesión a las FAP de la Agrupación Revolucionaria Peronista ARP, orientada por John William Cooke y a mediados de 1970 Villaflor se incorporó a la dirección de la organización.
Las FAP reaparecieron en 1969 y 1970 con varias acciones de guerrilla urbana. Con la designación del general Agustín Lanusse como presidente de facto y la perspectiva de una salida electoral, se produjo una polémica en el interior de las FAP ya que un sector consideraba revolucionario al movimiento peronista y a Perón como el único capaz de diseñar su estrategia en tanto que otro, liderado por Villaflor y Jorge Caffatti denominada “Alternativa Independiente de la clase obrera y el pueblo peronista” (AI) se postulaba como herramienta política propia de los trabajadores poniendo el acento en la lucha de resistencia y distanciándose de los que denominaba “burócratas y traidores”. Al triunfar este sector se impuso un proceso interno de “homogeneización política ideológica compulsiva”. En 1971 las FAP sufrieron una división debido a la cual fueron expulsados los integrantes de un amplio sector liderado por Eduardo Moreno, Ernesto Villanueva, el sacerdote Soler y Alejandro Peyrou. Este sector se integró a Montoneros.
Este proceso llevó a la organización al aislamiento y la parálisis política por lo que las FAP intentaron una coordinación con Montoneros y las FAR, tarea dificultada por la muerte de Carlos Olmedo. En 1973, ya próximas las elecciones, Villaflor fue una de las principales figuras del sector de las FAP conocido como “Comando Nacional” con apoyos en la ciudad de Buenos Aires, La Plata, Córdoba, Tucumán, Chaco, Corrientes y Mar del Plata, que sostuvieron la continuidad de la lucha armada y rechazaron la opción de influir “desde adentro” del movimiento peronista que apoyaba el sector FAP Regional Buenos Aires que orientaba Amanda Peralta en una línea más afín a la de Montoneros. De cara a las elecciones del 11 de marzo de 1973 Villaflor y su sector se opusieron a la candidatura por el peronismo de Héctor J. Cámpora en un gesto solo compartido en el Peronismo de Base por Gustavo Rearte y Bernardo Alberte. Grupos encuadrados en las FAP Comando Nacional se adjudicaron los asesinatos de Dirk Kloosterman, dirigente de SMATA realizado tres días antes de que asumiera el nuevo presidente y del dirigente sindical de la Construcción, Marcelino Mansilla, del 27 de agosto de 1973.
Estos asesinatos fueron rechazados por Envar El Kadri y lo movieron a formar una nueva agrupación denominada FAP 17 de octubre.
El Kadri recobró la libertad cuando fue aministiado en 1973 por el presidente Héctor Cámpora, durante cuyo gobierno fue funcionario de la Facultad de Derecho de la Universidad de Buenos Aires (UBA). El 1° de enero de 1975 abandonó el país y se radicó en España previo paso por Beirut. Luego de haber sido detenido y expulsado de ese país al ser detectado por el gobierno franquista se estableció en París donde trabajó de sereno en El Theatre du Soleil de Ariane Mnouchkine, un complejo de arte cooperativo abierto a artistas refugiados de todo el mundo. Allí escribe su libro Diálogos en el exilio, con Jorge Rulli, haciendo autocrítica a su paso por el actividad política dentro del peronismo, además de militar en grupos de exiliados opuestos a la dictadura de 1976.
Al regresar a su país fue productor cinematográfico del cineasta Pino Solanas en los films “Tangos, El Exilio de Gardel”, “El Viaje” y “Sur”, para la cual logró una inversión económica. Sin embargo, Solanas tuvo un incidente con la productora francesa al no respetar el plazo de 30 días para depositar un cheque de un millón de dólares, hecho que afectó la salud de El Kadri (tuvo un infarto) y lo llevó a romper su relación con el director.
En 1998, participó del documental Che... Ernesto. 
Como productor musical y organizador acompañaba al pianista Miguel Ángel Estrella con la Embajada Musical Andina. Estaban realizando una presentación musical en la pequeña localidad de Tilcara (en la Quebrada argentina), cuando sufrió un infarto y falleció.